# Calycuoniscus bodkini
Calycuoniscus bodkini är en kräftdjursart som beskrevs av Walter E. Collinge 1915. Calycuoniscus bodkini ingår i släktet Calycuoniscus och familjen Dubioniscidae. Inga underarter finns listade i Catalogue of Life.